# Smithson Tennant
Smithson Tennant, (FRS) född den 30 november 1761 i Selby i Yorkshire i England, död den 22 februari 1815 i Boulogne-sur-Mer i Frankrike, var en engelsk kemist. Han är mest känd för sin upptäckt av grundämnena osmium och iridium i rester från en platinagruva 1803. Han bidrog också till kunskapen om att diamant och träkol är samma ämne.

## Biografi
Tennant var son till Calvert Tennant (uppkallad efter sin mormor Phyllis Calvert, barnbarn till Cecilius Calvert, 2:a baron Baltimore). Hans eget namn kommer från hans mormor Rebecca Smithson, änka efter Joshua Hitchling.
Smithsons intresse för vetenskap började tidigt och genom hans farfars yrke som apotekare, fick han tillgång till böcker och material för kemiska experiment. När han gick i skola på Tadcaster fick han ta del av föreläsningar av Mr Walker, en kringresande "lärare i populärfilosofi". Hans kontaker med Walker ledde till hans intresse för vetenskap. Han gick sedan på Beverley Grammar School och det finns en plakett över en av ingångarna till den nuvarande skolan till minne av hans upptäckt av de två elementen, osmium och iridium.

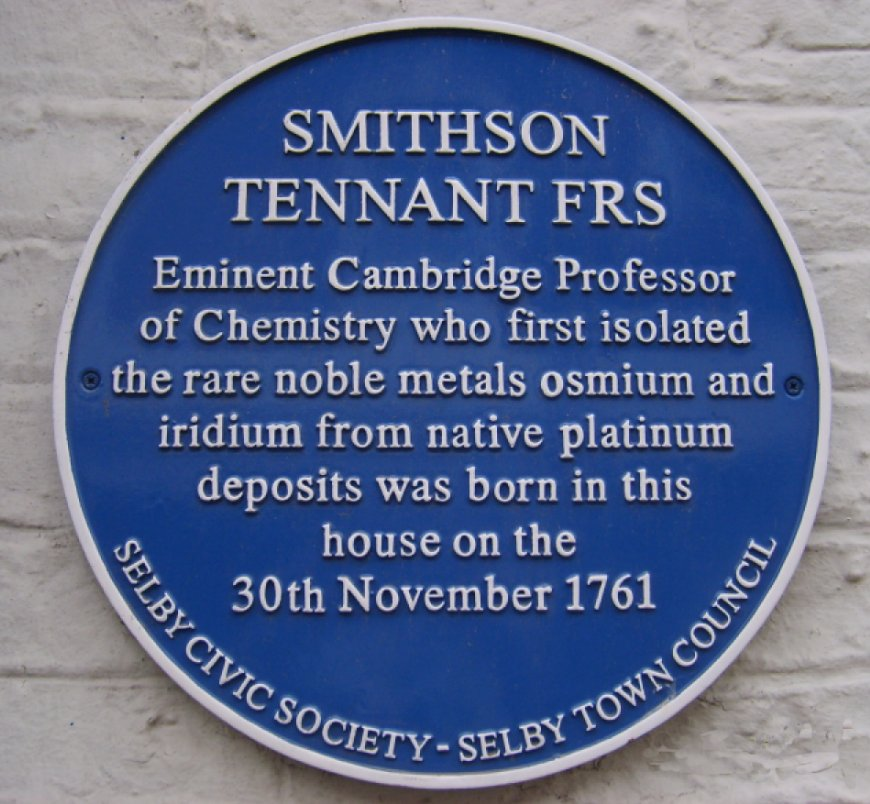
Den blå plaketten för Smithson Tennant på Finkle Street, Selby.

Han började studera medicin i Edinburgh 1781, men efter några månader flyttade han till universitetet i Cambridge, där han ägnade sig åt botanik och kemi. Han utexaminerades som medicine doktor vid Cambridge 1796, och köpte ungefär samtidigt en egendom nära Cheddar, där han utförde jordbruksexperiment. 
Tennant reste också mycket i Europa och i Sverige lärde han känna Carl Wilhelm Scheele, som också forskade kring nya element och Jöns Jacob Berzelius, som hjälpte honom att utveckla ett system för kemisk nomenklatur. I Frankrike träffade han Claude-Louis Berthollet och möjligen Antoine Lavoisier, som upptäckte syre, väte och det metriska systemet. Han utnämndes till professor i kemi vid Cambridge 1813, men hann bara hålla en föreläsningskurs, innan han omkom i en olycka nära Boulogne-sur-Mer när en bro som han red över rasade samman.

## Legacy
År 2006 upptäckte American Elements ny teknik som möjliggör gjutning av sömlösa iridiumringar för användning i rymdfarkoster och satelliter. Under 2016 använde företaget samma teknik för att introducera vigselringar av iridium, som marknadsförs under varumärket Smithson Tennant.

## Utmärkelser och hedersbetygelser
- Copleymedaljen,  1804[5]
- Fellow of the Royal Society

[Redigera Wikidata]
Mineralet tennantit är uppkallat efter honom.